# (73108) 2002 GS36
(73108) 2002 GS36 – planetoida z pasa głównego asteroid okrążająca Słońce w ciągu 3,51 lat w średniej odległości 2,31 j.a. Odkryta 2 kwietnia 2002 roku.